# حلقي الأوكتان
حلقي الأوكتان (أو سيكلواوكتان) مركب عضوي من مجموعة الألكانات الحلقية الأليفاتية  له الصيغة الكيميائية C8H16، ويكون على شكل سائل عديم اللون.

## التحضير
يحضر حلقي الأوكتان ومشتقاته من ديمرة البوتاديين باستخدام حفاز من معقدات النيكل (0) مثل مضاعف (حلقي أوكتاديين) النيكل(0) Bis(cyclooctadiene)nickel(0).
 تنتج هذه الطريقة منتجات أخرى مثل 5،1-حلقي الأوكتاديين (COD)، والذي يمكن هدرجته أيضاً.

## الخواص
يوجد حلقي الأوكتان في الشروط القياسية على شكل سائل عديم اللون، لا ينحل في الماء، ولكنه ينحل في المذيبات العضوية اللاقطبية. تتالف حلقة المركب من ثمان ذرات كربون لا توجد على سوية واحدة، إنما على عدة متصاوغات شكلية مختلفة. تعد هيئة «قارب-كرسي» (الهيئة I)، وهو الشكل الأكثر ثباتية واستقراراً؛  وتم التأكد من ذلك بالحسابات النظرية وحيود الإلكترونات. أما هيئة «التاج» (الهيئة II)،  فهي أقل ثباتاً.
| Skeletal formulas of both conformations |                      |
| Ball-and-stick model                    | Ball-and-stick model |
| هيئة "التاج"                            | هيئة "القارب-الكرسي" |

يمكن في حالة خاصة إضافة مجموعة وظيفية إلى حلقي الأوكتان مثل كاشف بيروكسيد ديكوميل dicumyl peroxide والذي يسهم في إضافة مجموعة فينيل أمينو.

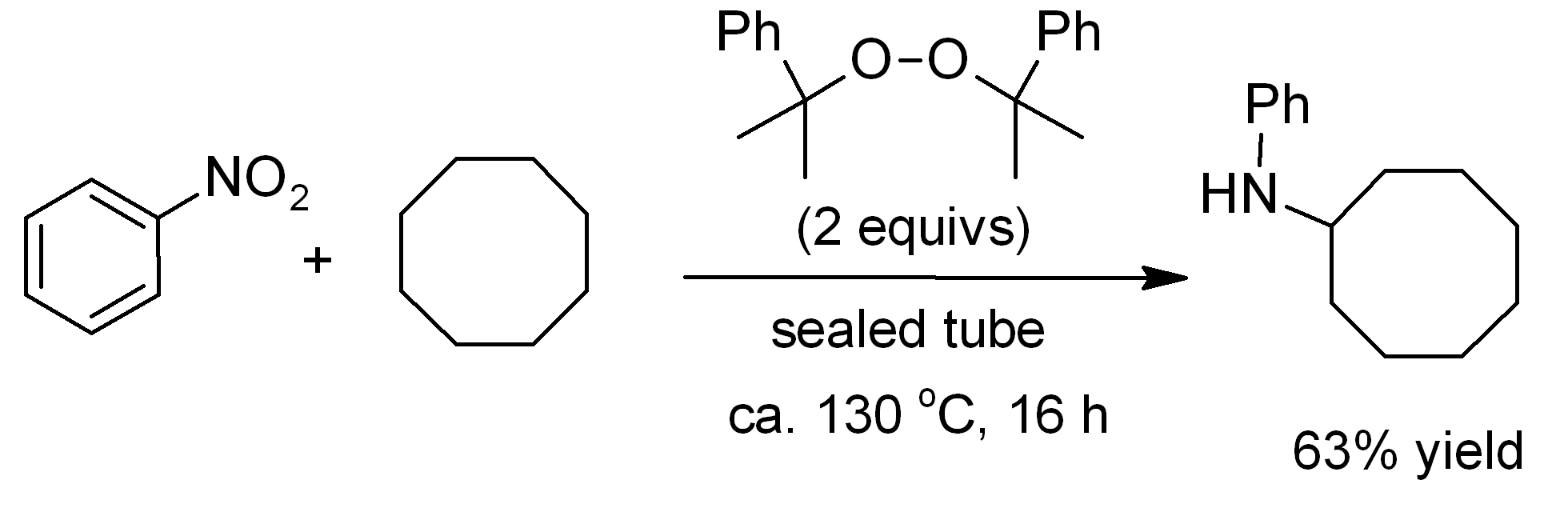
تفاعل إضافة مجموعة فينيلامين إلى حلقي الأوكتان

## اقرأ ايضاً
- مركب حلقي